# Sarah Kassi
Sarah Kassi (arabisch سارة كاسي; * 9. September 2003 in Nogent-sur-Marne) ist eine französisch-marokkanische Fußballspielerin.

## Karriere

### Klub
Von VGA Saint-Maur wechselte sie zur Saison 2021/22 zum Erstdivisionär FC Fleury 91.

### Nationalmannschaft
Mit der französischen U17 nahm sie an der Qualifikation für die Europameisterschaft 2019 teil, ebenso wie sie bei der U19 in der Quali für die Europameisterschaft 2022 machte. In beiden Fällen war sie aber nicht bei der Endrunde dabei.
Dann wechselte sie den Verband und debütierte für die marokkanische A-Nationalmannschaft am 1. Juli 2023 bei einem 0:0-Freundschaftsspiel gegen Italien. Hier stand sie in der Startelf und wurde zur zweiten Halbzeit für Hanane Aït El Haj ausgewechselt. Ein paar Tage später wurde sie in einem weiteren Freundschaftsspiel eingesetzt.
Am 11. Juli 2023 wurde sie für den Kader der Weltmeisterschaft 2023 nominiert. Dort stand sie bei der 0:6-Auftaktniederlage gegen Deutschland in der Startelf und machte so ihr WM-Debüt.